# 叡山学院
叡山学院（えいざんがくいん）は、滋賀県大津市坂本4丁目にある天台宗の法嗣養成校（専修学校）である。

## 沿革
- 806年（延暦25年）1月26日 - 創立。当時は天台法華宗に止観業（天台専攻）と遮那業（真言専攻）との年分学生であった。
- 1873年（明治6年） - 学制を制定。比叡山上に比叡山総が置かれ、比叡山大学林（後の西部大学）と比叡山中学林が誕生する。
- 1906年（明治39年） - 比叡山総を坂本に移転する。
- 1925年（大正14年） - 比叡山専修院と叡山学院を併設し、旧校舎を建設する。
- 1951年（昭和26年） - 学校法人延暦寺学園を設置。併せて、比叡山専修院を廃止。叡山学院に本科・研究科・専修科を設ける。
- 1984年（昭和59年）7月 - 寮[注 1]の増改築が竣工する。
- 1986年（昭和61年）9月 - 新校舎が竣工する。校舎の建築費は慶讃記念事業の一環として行われた募金活動で得た寄付金などが使われた。
- 1990年（平成2年）10月 - 図書館が竣工する。
- 1996年（平成8年）4月 - 寮の第一期工事が完了する。その後、2001年（平成13年）4月に第二期工事が完了し、寮の改修工事を終える。
- 2006年（平成18年）4月 - 4年制の課程、仏教総合学科を新設。2年制の課程を仏教基礎学科・仏教研究学科・仏教専修学科に改称し、同年度の仏教総合学科修了者から高度専門士の称号授与と大学院受験資格の認定を開始する。

（注記なき出典：）

## 主な行事
- 三塔巡拝
- 居士林研修[4]
- 研修旅行
- 山家会
- 学院文化祭 布教大会
- 天台会

（出典：）

## アクセス
- 京阪石山坂本線松ノ馬場駅・坂本比叡山口駅 徒歩5分[6]
- 江若交通「日吉大社前」停留所 徒歩約5分[7]